# Una notte sul treno della Via Lattea
Una notte sul treno della Via Lattea (銀河鉄道の夜?, Ginga tetsudō no yoru) è un racconto scritto da Kenji Miyazawa attorno al 1927 e pubblicato postumo nel 1934 dalla casa editrice Bunpodō (文圃堂?) nel volume "Miyazawa Kenji zenshū" daisankan (『宮沢賢治全集』第三巻? lett. "Le opere complete di Kenji Miyazawa" Vol. 3). È uno dei classici della letteratura giapponese del XX secolo, e ne esistono quattro versioni.

## Trama

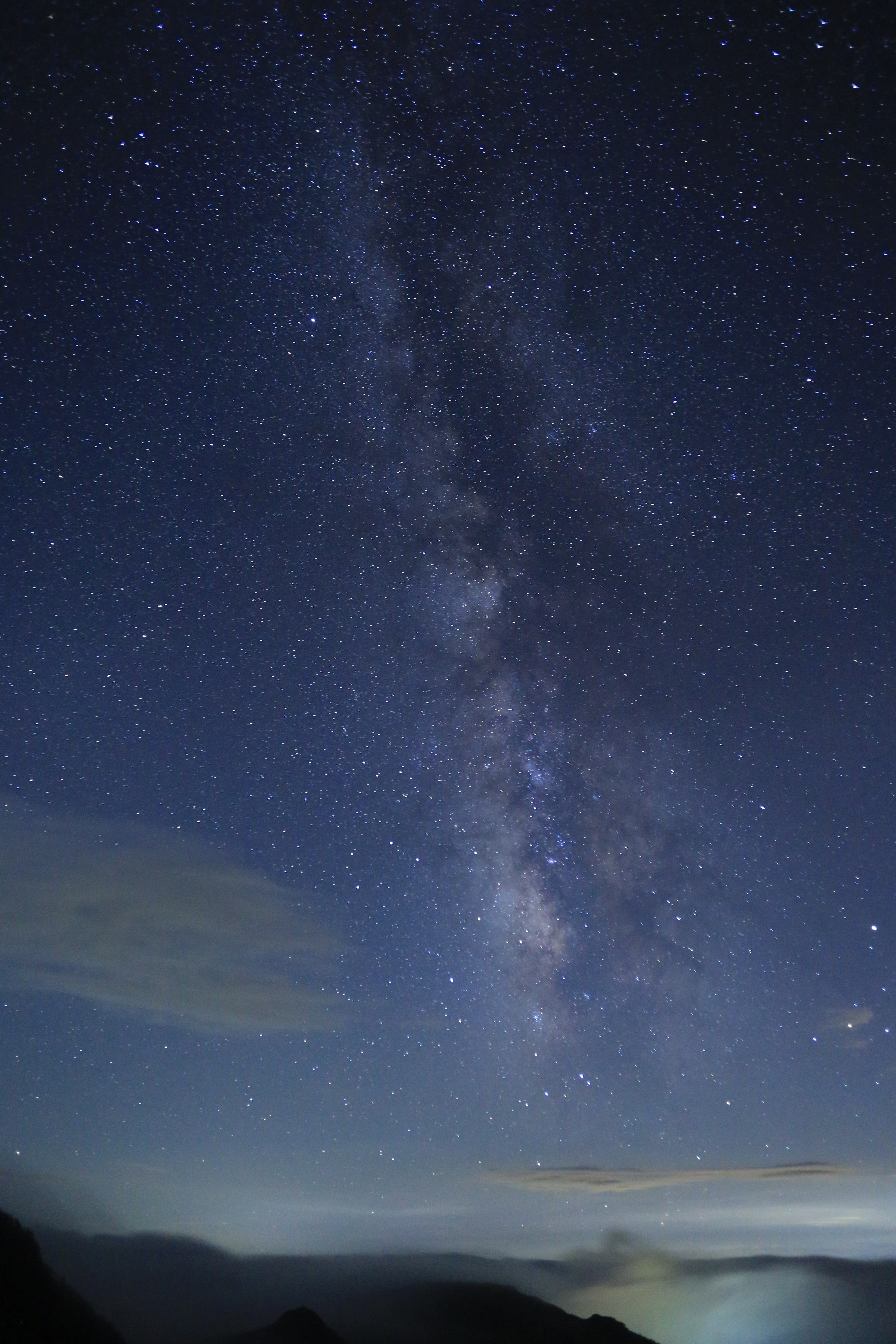
La Via Lattea, attraverso la quale viaggiano Giovanni e Campanella.

Giovanni è un bambino appartenente ad una famiglia povera, e per prendersi cura della madre malata è costretto a lavorare e non ha tempo libero: per questo motivo, viene deriso da un suo compagno di scuola, Zanelli. Ha un unico amico, Campanella.
Una sera, Giovanni è impossibilitato ad andare alla festa del Centauro perché deve tornare a casa a occuparsi della madre. Stanco dopo una giornata di lavoro, si sdraia sulla cima di una collina per riposare, e in quel momento arriva un treno, su cui il bambino riesce a salire, trovandovi anche Campanella. Il treno inizia a viaggiare per la Via Lattea, fermandosi in prossimità delle costellazioni della Croce del Nord e dell'Aquila. In corrispondenza di questa fermata, salgono a bordo due bambini, Kaoru e Tadashi, che prima di prendere il treno si trovavano su una nave che si è scontrata con un iceberg: si tratta del Titanic, e questo suggerisce che la destinazione ultima del loro viaggio sia l'aldilà, anche se Giovanni e Campanella non se ne rendono conto.
In prossimità della Croce del Sud, i passeggeri scendono, tranne Giovanni e Campanella. Il primo promette all'amico che andranno avanti insieme per sempre lungo il tragitto, ma al Sacco di Carbone, Campanella scompare e Giovanni si risveglia in cima alla collina. Tornato in città, scopre che Campanella è affogato nel fiume dopo aver salvato Zanelli.

## Analisi
Kenji iniziò a lavorare al racconto nel 1924, basandosi sulla gita in treno fatta due anni prima a Sachalin dopo la morte dell'amata sorella Toshi. Si ispirò anche a un fatto avvenuto nell'estate del 1904, quando l'autore aveva otto anni: due bambini erano stati trascinati via dalla corrente di un fiume e solo uno di loro si era salvato.
Kenji revisionò il lavoro fino alla morte, nel 1933. La parte centrale del racconto non fu mai ultimata, ma venne ugualmente pubblicata così com'era.
La domanda che la storia pone è "che cos'è davvero la felicità?". Uno dei temi principali è il sacrificio di se stessi in favore delle altre persone, che ricorre anche in molte opere giovanili di Kenji come Yodaka no Hoshi e Guskō Budori no Denki. Suzuki (2004) vede in questi passaggi un "pensiero globale sugli ecosistemi".
Quello di Giovanni è un viaggio alla scoperta della morte, in cui alla sofferenza della separazione si affianca la serenità trasmessa dall'insegnamento buddista, secondo il quale l'esistenza è un ciclo di nascite, morti e rinascite. Nella prima stesura era inoltre presente un lungo brano didascalico in cui Giovanni incontra un uomo che gli spiega il significato degli avvenimenti a cui ha assistito, rivelandogli come ogni cosa sia soggettiva e invitandolo a cercare la vera felicità.

## Adattamenti
La storia fu trasposta in un film d'animazione nel 1985 dal regista Gisaburō Sugii su sceneggiatura di Minoru Betsuyaku, con Mayumi Tanaka a doppiare Giovanni e Chika Sakamoto come voce di Campanella. L'alterazione principale di questa versione è che i protagonisti sono dei gatti, mentre altri personaggi, come Tadashi e Kaoru, sono bambini umani.
Nel 1986, il drammaturgo Sō Kitamura trasse dalla storia uno spettacolo intitolato Sōkō: Ginga Tetsudō no Yoru (想稿・銀河鉄道の夜?, Sōkō: Ginga Tetsudō no Yoru), interpretato dalla propria compagnia Project Navi.
Nella rappresentazione del 2002 Kenji-tō Tankenki (賢治島探検記?, Kenji-tō Tankenki), scritta da Yutaka Narui per la compagnia Caramelbox, sono riportati alcuni brevi passaggi del racconto sotto il titolo di Kōsoku Ginga Tetsudō no Yoru (光速銀河鉄道の夜?, Kōsoku Ginga Tetsudō no Yoru): in questi compare anche il professor Burukaniro, presente solo nelle prime tre versioni di Una notte sul treno della Via Lattea.
Dall'aprile 2004 al marzo 2007, la compagnia teatrale Warabiza, della Prefettura di Akita, portò in tour un musical tratto dall'opera.
Nel 2011 venne lanciato un e-book illustrato per iPad, basato sulla quarta e ultima versione della storia, della lunghezza di 272 pagine.

## Riferimenti in altre opere
- Nella regione di Tōhoku dove Kenji Miyazawa visse, esiste una linea di treni dal nome simile: la Ferrovia Iwate Galaxy (いわて銀河鉄道線?, Iwate Ginga Tetsudō sen), che corre dalla stazione di Morioka a quella di Metoki.
- L'idea di una locomotiva a vapore che viaggia per la galassia ispirò a Leiji Matsumoto la creazione del suo famoso manga Galaxy Express 999 nel 1977[10].
- Nel manga e anime Doraemon, Nobita Nobi una volta confonde il manga di Leiji Matsumoto e l'opera di Kenji poiché entrambi contengono "Ginga Tetsudō" nel titolo.
- La storia ha ispirato alla band giapponese GOING STEADY il brano "Ginga Tetsudō no Yoru" (銀河鉄道の夜?).
- Un personaggio della light novel .hack//AI buster (2002) dichiara di aver deciso di usare come username "Albireo" dopo aver letto la descrizione della stella omonima fatta da Kenji in Una notte sul treno della Via Lattea. Il racconto è citato anche in un'altra occasione, parlando di come una storia si modifichi di revisione in revisione.
- Con il personaggio di Matamune, un gatto saggio che viaggia spesso su un treno attraverso l'aldilà e il mondo dei vivi, il fumettista Hiroyuki Takei rivisita la storia di Kenji nel suo manga Shaman King del 2002. Lo stesso Matamune legge il libro nel volume 19 (capitolo 164).
- In Yakitate!! Japan (2002), Una notte sul treno della Via Lattea è la storia preferita dalla madre di Pierrot, che è ritratta con il volumetto in mano.
- Nell'anime del 2003 Hanbun no tsuki ga noboru sora, è il libro che il padre di Akiba Rika le ha lasciato.
- Nel manga ARIA (2005) di Kozue Amano, la protagonista Akari riceve un biglietto per viaggiare sul treno della Via Lattea, ma rinuncia all'opportunità per darlo a un gattino che l'aveva perduto. I passeggeri del treno, inoltre, sono tutti gatti, come nel film d'animazione[11]. Tale avvenimento è ripreso anche nell'anime, nell'episodio 21, Quella notte sul treno della Via Lattea....
- La canzone del 2007 "Stella" di Kashiwa Daisuke è basata sul romanzo[12].
- L'album Heart Station di Utada Hikaru, pubblicato nel 2008, contiene il brano "Take 5", il cui testo si ispira al racconto di Kenji.
- Il Vocaloid Gumi ("Megpoid") canta il brano "Campanella" (scritto da sasakure.UK), basato sul romanzo.
- Nel film anime del 2010 Book Girl, le azioni dei personaggi di Una notte sul treno della Via Lattea sono una parte principale della trama.
- L'anime del 2011 Mawaru-Penguindrum fa numerose allusioni sia al racconto che al film animato, come i colori blu e rosso associati ai due protagonisti, la parabola del "Fuoco dello Scorpione" e il significato della mela. Nel primo e nell'ultimo episodio, due bambini dialogano su quest'ultimo tema: il loro discorso può essere letto sulla pagina corrispondente di Wikiquote.
- Nel videogioco Hatoful Boyfriend (2011) viene citato Una notte sul treno della Via Lattea, che fa da base alla trama del sequel, Holiday Star.
- L'operatore ferroviario JR East lancerà nel 2014 una linea di treni da escursione a vapore ispirata al racconto di Kenji, la SL Ginga, sulla linea Kamaishi nella regione di Tōhoku[13].
- Nel manga Act-Age, la protagonista Kei Yanagi recita nel dramma teatrale: Quella notte sul treno della Via Lattea.
- Nel manga Kasane, la protagonista interpreta Giovanni nel dramma teatrale: Quella notte sul treno della Via Lattea.
- Nel film L'Isola di Giovanni il libro viene citato più volte e gli stessi protagonisti hanno i nomi derivati dai protagonisti del Romanzo, Giovanni e Campanella.
- Il titolo viene citato e utilizzato come risposta a una domanda durante l'episodio 20 di "A Terrified Teacher at Ghoul School!".

## Edizioni
- (IT) Kenji Miyazawa, Una notte sul treno della Via Lattea, in Una notte sul treno della Via Lattea e altri racconti, Marsilio Editori, 1994, ISBN 978-88-317-6033-1.